# Шестиха
Шестиха — река в России, протекает по Невельскому и Великолукскому районам Псковской области.

## География и гидрология
Река вытекает из озера Шесто и течёт на север. Река впадает одним рукавом в озеро Комшино, другим в реку Еменка (справа, в 4 км от устья). Длина реки составляет 20 км.
В 3 км от устья, по правому берегу реки впадает река Ева.
Исток Шестихи находится у деревни Шесто Лобковской волости. Ниже на реке стоят деревни Артёмовской волости: Соколы, Каралиновка, Лазовики, Каверзы и Бугры. Устье реки находится на территории Борковской волости Великолукского района. Недалеко от устья, у места впадения Евы стоит деревня Рудня.

## Данные водного реестра
По данным государственного водного реестра России относится к Балтийскому бассейновому округу, водохозяйственный участок реки — Ловать и Пола, речной подбассейн реки — Волхов. Относится к речному бассейну реки Нева (включая бассейны рек Онежского и Ладожского озера).
Код объекта в государственном водном реестре — 01040200312102000022714.